# Распад мартенсита

Зависимость содержания углерода в α-растворе от температуры отпуска

Распад мартенсита — процесс выделения из него углерода с увеличением температуры отпуска.
Распад характеризуется кривой распада, представляющей собой зависимость содержания углерода в α-растворе от температуры отпуска.

## Стадийность
1. Двухфазный распад — заключается в расслоении твёрдого раствора углерода и представляет собой аналог выделения зон Гинье-Престона в алюминиевых сплавах. При двухфазном распаде образуются кластеры с различным содержанием углерода. В результате двухфазного распада получается отпущенный мартенсит.
2. Выделение ε-карбида с ГПУ решёткой Fe2C, который как правило имеет когерентную границу. Этот карбид выделяется в интервале 140-220 °C. Низкий отпуск приводит к завершению двухфазного распада и началу выделения карбида Fe2C. С повышением температуры увеличивается скорость диффузии атомов углерода и появляется возможность образования карбидов в результате перемещения углерода на дальнее расстояние.
3. Выделение цементита Fe3C. Сначала выделяются пластины цементита размером 80х200 нм. При этом граница цементита полукогерентая либо когерентная, цементит сопрягается с решёткой мартенсита по ориентационному соотношению для перлита. С ростом температуры происходит увеличение пластины, причем её толщина увеличивается до 200-400 нм, а длина достигает 1 мкм и более. Границы цементита становятся некогерентными при увеличении толщины пластины свыше 120 нм.